# Reserva natural de Sokhondo
La reserva natural de Sokhondo (en ruso: Сохондинский заповедник, también Sokhondinskiy) es un zapovednik (reserva natural estricta) ruso en el sur del este de Siberia, 25 km al norte de la frontera con Mongolia. Es la fuente más lejana del río Amur, y se centra en el macizo montañoso de Sokhondo (2508 m), en el sector más alto de las tierras altas de Khentei-Chikoy en la cordillera de Sokhondo. Sokhondo tiene dos picos (Big Sokhondo y Little Sokhondo) y es un volcán antiguo. También dentro de las fronteras hay muchos lagos de origen glaciar. En 1985, Sokhondo fue nombrada Reserva de la Biosfera MAB (Hombre y Biosfera) de la UNESCO. La reserva está situada en el distrito de Chitá, en el óblast de Chita.

## Topografía
La reserva de Sokhondo se encuentra en una zona montañosa de la región trans-Baikal (al este del lago Baikal). Los dos picos principales (el Gran Sokhondo y el Pequeño Sokhondo) se encuentran a menos de 100 metros de altura, pero están separados por ríos y valles. Al sureste del macizo de Sokhondo se encuentra la depresión de Altan-Kyra, una zona de carácter estepario mongol. Las montañas de Sokhondo se encuentran en la divisoria continental entre los drenajes del Pacífico y del Ártico, y algunos ríos desembocan en el río Yenisei y en el norte, mientras que otros fluyen hacia el río Onon, que es uno de los principales afluentes del río Amur al este. Sokhondo está al otro lado de la frontera con el parque nacional Onon-Balj en Mongolia.

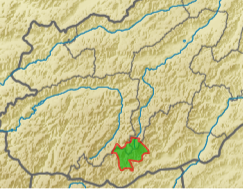
Sokhondo Zapovednik (zona verde), al sureste del lago Baikal

## Clima y ecorregión
Sokhondo se encuentra en la ecorregión de los bosques de coníferas del Trans-Baikal, una región de extensos bosques de coníferas, principalmente de alerce de Dahur, en las montañas y colinas al este y sureste del lago Baikal
El clima de Sokhondo es clima subártico, invierno seco (clasificación climática de Köppen clima subártico (Dwc)). Este clima se caracteriza por veranos suaves (solo 1-3 meses por encima de 10 grados Celsius (50,0 °F)) e inviernos fríos con precipitaciones mensuales inferiores a una décima parte del mes más húmedo del verano.

## Flora y fauna
Sokhondo se encuentra en la zona de transición en la que confluyen dos zonas biogeográficas: la taiga siberiana oriental y la estepa mongol-manchuriana. La primera domina, y el 85% de la reserva está cubierta de bosques. La taiga de coníferas clara es de alerce (Larix gmelinii) y pino (Pinus sylvestris). La taiga oscura (1.600 - 1.800 metros) es de cedro (Pinus sibirica), abeto (Picea obovata) y abeto (Abies sibirica). En el cinturón forestal superior, hasta el 85% del suelo está cubierto de musgo. En las elevaciones más altas, la vida vegetal es la de la tundra de montaña, con cedro elfo (Pinus pumila). En el medio hay prados alpinos. Entre las especies de arbustos, el rododendro dahuriano es común. Los científicos de la reserva han registrado más de 1.000 especies de plantas vasculares.
El depredador más común en el territorio es, con diferencia, la marta, que vive con una densidad mucho mayor en los límites de la reserva que en los alrededores. Le siguen la comadreja, el armiño, el lobo y una docena de otros depredadores. El territorio alberga un número importante de ungulados: ciervos rojos, alces, ciervos almizcleros y corzos siberianos. Los científicos de la reserva han registrado 276 especies de aves, de las cuales 168 son reproductoras.

## Ecoeducación y acceso
Como reserva natural estricta, la Reserva de Sokhondo está en su mayor parte cerrada al público en general, aunque los científicos y los que tienen fines de "educación ambiental" pueden acordar con la dirección del parque las visitas. Sin embargo, hay nueve rutas "ecoturísticas" en la reserva que están abiertas al público. Para ello es necesario obtener un permiso por adelantado. La oficina principal está en el pueblo de Kyra, Rusia.